# Олена Дуць-Файфер
Дуць Олена, у шлюбі Файфер (1960) — лемківська поетеса, вчена, активістка. 

## З біографії
Народилася 1960 р. в Уязді Гурному (Польща). Закінчила факультети російської філології та психології Ягеллонського університету (Краків), студіювала там же історію мистецтва.
Активна діячка організації «Стоваришіня лемків», працює над розвитком лемківської культури. У 1997 захистила дисертацію в Ягеллонському університеті.
Лауреатка Премії Олександра Духновича.

## Творчість
Авторка поетичної збірки «В молитовнім блюзнірстві» (1985).
Окремі видання:
- Дуць О. Вірші // Поза традиції. Антологія української модерної поезії в діаспорі. — Київ, Торонто, Едмонтон, Оттава, 1993. — С. 447—455.